# Flavio Testi
Flavio Testi (Florence, 4 janvier 1923 – Milan, 14 janvier 2014) est un compositeur de musique classique contemporaine et musicologue italien.

## Biographie
Flavio Testi étudie avec Gedda et Peracchio au Conservatoire de Turin et passe un baccalauréat ès Arts à l'Université de Milan (1951),. Il travaille ensuite pour les éditeurs Suvini Zerboni et Ricordi et la composition, tout en poursuivant son intérêt pour l'histoire de la musique. Il collabore également sur divers projets d'émissions radiophoniques pour la RAI. À partir de 1972, il se consacre à des activités éducatives, enseignant l'histoire de la musique au Conservatoire de Padoue, puis enseigne au Conservatoire de Milan et Florence.

## Récompenses
- 2010 : Gonfalone d'Argento[3].

## Style
En tant que compositeur, la musique de Testi est fortement influencée par les œuvres de Stravinsky incorporant sa propre sensibilité dramatique. Cela est particulièrement évident dans ses premières œuvres orchestrales, telles que Concerto (1954) et Divertimento (1956).
La crocifissione est créée à La Scala de Milan en 1954 avec de grands honneurs. L'expressivité de l'œuvre est particulièrement admirée et le compositeur compose dans le même style, son Stabat mater (1957) et New York oficina y denuncia (1964), ce dernier dénonçant l'environnement déshumanisé des métropoles modernes. L'œuvre coïncide avec la conversion au marxisme de Testi, suivit par d'autres compositions mettant en évidence ses préoccupations sociales et politiques, notamment le recueil d'après Neruda des Canto de las madres de los milicianos muertos (1967) et Cori di Santiago (1975), créé par le chef Gabriele Ferro.
Les opéras de Testi évoluent vers des moments de réalisme scénique et musical violents. L’albergo dei poveri (1966) affiche une attitude clairement caractéristique d'un but dramatique brutal, confirmé dans Il sosia (1981) et Riccardo III (La Scala, 1987), des œuvres qui approfondissent intensément la psychologie des personnages.
En général, le style de Testi, plutôt que d'adhérer à la radicalité d'une avant-garde post-Webern,  redéveloppe et réfléchit, non sans éclectisme, certaines réalisations cruciales du XXe siècle de Stravinsky et Bartók jusqu'au premier Schönberg.
Son dernier opéra, Mariana Pineda, est créé au Théâtre d'Erfurt, en Allemagne, le 8 septembre 2007.

## Œuvres
Opéra
- La fureur d'Oreste, opéra (1956)[5]
- La Célestine, opéra (1963)
- L'Auberge des pauvres gens, opéra (1966)
- Le Sosie, opéra (1980)

Musique instrumentale
- Concerto, pour orchestre (1954)
- Divertissement, pour orchestre (1956)
- Musique de concerto nos 1-5 pour solistes (1957-1969)
- Opus 21 avec deux pianos (1971)
- Opus 23, avec deux pianos (1973)
- Jubilus I, Op. 30,  pour clarinette seule (1974)

Musique avec voix
- Crucifixion pour voix et orchestre (1953)
- Stabat Mater (1957)
- La Douleur (1963)
- New York oficina y denuncia (1964)
- Canto de las madres de los milicianos muertos (1967)
- Passio Domini Nostri Jesus Christi secundum Marcum (1969)
- Cori di Santiago (1975)
- 3 cantates avec voix seule (1971–1974)

## Écrits
Flavio Testi a publié une histoire de la musique italienne, de Saint Ambroise au XVIIe siècle.
- Introduzione alla musica, Milan, 1963.
- La musica italiana nel Medioevo e nel Rinascimento, Milan, 1969.
- La musica italiana nel Seicento, Milan, 1970 et 1972.